# カリン・ロドリゲス
カリン・ロドリゲス（Karin Rodrigues、女性、1971年11月8日 - ）は、ブラジルの元バレーボール選手。現役時代のポジションはミドルブロッカー。サンパウロ出身。元ブラジル代表。

## 来歴
1994年、ブラジル代表に初選出される。1990年代後半から代表チームのミドルブロッカーを務めた。1996年、1998年のワールドグランプリで金メダルを獲得した。2000年のシドニー五輪で銅メダルを獲得した。世界選手権には1998年、2002年と連続出場した。

## 球歴
- オリンピック - 2000年
- 世界選手権 - 1998年、2002年
- ワールドカップ - 1999年
- グラチャン - 2001年